# The Astronomical Journal
The Astronomical Journal – czasopismo naukowe, które założył w 1849 roku amerykański astronom Benjamin Apthorp Gould. Jedno z najważniejszych i najstarszych międzynarodowych czasopism dotyczących astronomii. 
Wydawanie czasopisma przerwano wraz z wybuchem Wojny Secesyjnej w 1861, ale druk wznowiono w 1885. W 1941 roku redaktor naczelny Benjamin Boss przeniósł prawa do czasopisma na American Astronomical Society.
W styczniu 1998 roku pojawiło się pierwsze wydanie elektroniczne.

## Najbardziej znani redaktorzy
- Benjamin Apthorp Gould (1849-1861), (1885-1896)
- Benjamin Boss (1912–1941)